# Lampa czołowa
Zasugerowano, aby zintegrować ten artykuł z artykułem Latarka czołowa. Nie opisano powodu propozycji integracji.

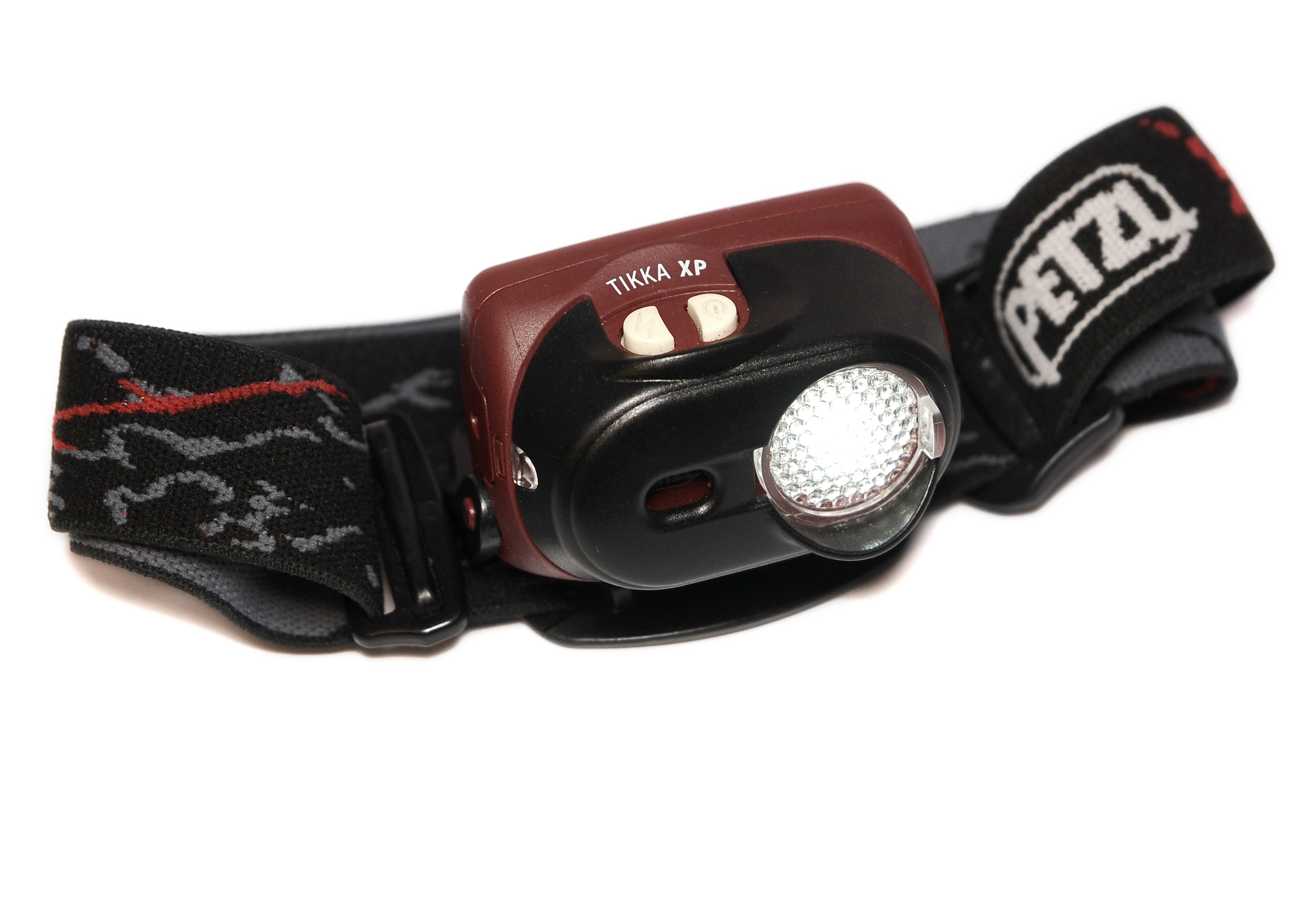

Lampa czołowa – lampa zakładana na czoło. Składa się ona z odbłyśnika, żarówki, źródła zasilania (baterii lub zasilacza sieciowego) i uchwytu mocującego lampę na głowie.

Najczęściej używana w medycynie, głównie przez lekarza laryngologa podczas badania, kierująca światło do badanego narządu pacjenta (gardła, krtani, nosa, ucha). Czasami taką lampą posługują się też lekarze innych specjalności, np. pediatrzy.
Lampy czołowe są używane również przez osoby pracujące lub przemieszczające się w trudnych warunkach: speleologów, turystów górskich, górników.